# Sierra Sur (Sevilla)
Die Comarca Sierra Sur ist eine der neun Comarcas in der Provinz Sevilla. Sie wurde, wie alle Comarcas in der Autonomen Gemeinschaft Andalusien, mit Wirkung zum 28. März 2003 eingerichtet.
Die im Südosten der Provinz gelegene Comarca umfasst 19 Gemeinden auf einer Fläche von 1.584,95 km².

## Lage
|                             | Comarca de Écija                            | Provinz Córdoba |
| Campiña de Morón y Marchena | Kompassrose, die auf Nachbargemeinden zeigt |                 |
| Provinz Cádiz               | Provinz Málaga                              |                 |

## Gemeinden
| Gemeinde               | Einwohner (2024) | Fläche km² | Dichte Einw./km² | Cod INE | Postleitzahl |
| ---------------------- | ---------------- | ---------- | ---------------- | ------- | ------------ |
| Aguadulce              | 2.042            | 13,69      | 149              | 41001   | 41550        |
| Algámitas              | 1.241            | 20,42      | 61               | 41008   | 41661        |
| Badolatosa             | 3.078            | 47,79      | 64               | 41014   | 41570        |
| Casariche              | 5.307            | 52,90      | 100              | 41026   | 41580        |
| Los Corrales           | 3.970            | 67,07      | 59               | 41037   | 41657        |
| Estepa                 | 12.394           | 189,97     | 65               | 41041   | 41560        |
| Gilena                 | 3.658            | 50,97      | 72               | 41046   | 41565        |
| Herrera                | 6.566            | 53,48      | 123              | 41050   | 41567        |
| Lantejuela             | 3.861            | 17,76      | 217              | 41052   | 41630        |
| Lora de Estepa         | 888              | 18,09      | 49               | 41054   | 41564        |
| Marinaleda             | 2.555            | 24,82      | 103              | 41061   | 41569        |
| Martín de la Jara      | 2.643            | 49,80      | 53               | 41062   | 41658        |
| Osuna                  | 17.374           | 592,49     | 29               | 41068   | 41640        |
| Pedrera                | 5.085            | 60,64      | 84               | 41072   | 41566        |
| Pruna                  | 2.509            | 100,64     | 25               | 41076   | 41670        |
| La Roda de Andalucía   | 4.180            | 76,68      | 55               | 41082   | 41590        |
| El Rubio               | 3.290            | 20,80      | 158              | 41084   | 41568        |
| El Saucejo             | 4.213            | 92,20      | 46               | 41090   | 41650        |
| Villanueva de San Juan | 1.002            | 34,74      | 29               | 41100   | 41660        |
| Comarca Sierra Sur     | 85.856           | 1.584,95   | 54               | –       | –            |

## Nachweise
1. ↑  Instituto Nacional de Estadística Municipal Register of Spain
2. ↑  Orden de 14 de marzo de 2003, por la que se aprueba el mapa de comarcas de Andalucía a efectos de la planificación de la oferta turística y deportiva, Boletín Oficial de la Junta de Andalucía (Amtsblatt der Regierung von Andalusien), Nr. 59 vom 27. März 2003, S. 6248